# Yammer
Yammer is een microblogging-webdienst gelanceerd in september 2008. Gebruikers kunnen berichten (post-updates) plaatsen, post-updates van anderen volgen, onderwerpen 'taggen' etc. Yammer richt zich op bedrijven. In juni 2012 werd Yammer overgenomen door Microsoft.
Er zijn twee mogelijkheden tot aansluiting bij een Yammer-netwerk:
1. Enkel personen met hetzelfde e-maildomein kunnen aansluiten bij een bepaald netwerk.
2. Op uitnodiging vanuit het netwerk kunnen bepaalde personen toetreden tot het netwerk.

Yammer wordt door Microsoft ge-rebrand naar Viva Engage en maakt dan officieel deel uit van Microsoft 365.

## Ontstaan en doel
Op 8 september 2008 werd Yammer gelanceerd op de TechCrunch50-conferentie door David O. Sacks (oprichter van de genealogiesite Geni) als een zakelijke versie van Twitter. Bij Twitter is de vraag: "Wat ben je aan het doen?", terwijl Yammer vraagt: "Waar werk je aan?". De ontwikkelaars van Geni maakten Yammer voor interne doeleinden van de eigen onderneming, maar Sacks vond het zo leuk dat hij besloot om er een spin-off van te maken als zijn eigen bedrijf.
Het doel is dat medewerkers via post-updates met elkaar hun status kunnen delen. Die status kan bijvoorbeeld de aanwezigheid betreffen, alsook de status van een werkproject. Medewerkers kunnen updates plaatsen over waar ze mee bezig zijn. Ook kan men nieuws plaatsen, vragen stellen en antwoorden krijgen over en van mensen in het bedrijf.

## Verdienmodel
Yammer is een zogenaamde freemium-service. De basisversie is volledig gratis, maar bedrijven kunnen voor netwerken tot 100 gebruikers tegen betaling (8$/gebruiker/maand) beheersrechten en beveiligingsfuncties uitoefenen. Vanaf meer dan 100 gebruikers spreekt Yammer van een 'overeen te komen' prijs.

## Functies
Naast de standaard microblogging-functies, zoals het plaatsen van berichten en het volgen van mensen, biedt Yammer de volgende functies:
- Reacties en threads
- Tags
- Openbare en besloten groepen binnen het netwerk
- Bijlagen (documenten, foto's)
- Verzenden en ontvangen van berichten via IM, SMS en e-mail
- Android-, iPhone-, iPod touch- en BlackBerry-apps
- Beveiligingsfuncties, zoals het verwijderen van gebruikers die niet meer werken bij het bedrijf, IP-beperkingen, enz.
- Netwerkkleur en logo aanpassen
- Social bookmarking
- API (gebruikt OAuth voor authenticatie)
- SSL
- Integratie met Microsoft SharePoint